# Irene (1940)
Irene ist ein US-amerikanischer Musicalfilm aus dem Jahr 1940 unter der Regie von Herbert Wilcox. Anna Neagle spielt Irene O’Dare, ein einfaches irisches Mädchen, in das sich der von Ray Milland dargestellte Don Marshall verliebt, ein junger Mann aus der High Society.
Die Filmhandlung basiert auf James H. Montgomerys musikalischer Komödie Irene mit der Musik von Harry Tierney und Joseph McCarty, die am 1. November 1919 in New York veröffentlicht wurde.

## Handlung
Die aus einfachen Verhältnissen stammende Irene O’Dare arbeitet als Angestellte bei einem Polsterer. Als sie im luxuriösen Anwesen von Mrs. Herman Vincent in Long Island Maß nimmt für eine neue Polsterung der Stühle, stößt sie dort auf Donald „Don“ Marshall. Der junge Mann ist sofort hingerissen von Irene und beschließt, sie zu fördern. So kauft er im Hintergrund bleibend den Modesalon „Madame Lucy“, stellt Mr. Smith als Manager ein und gibt anonym die Order, Irene einen Job als Model anzubieten. So kommt es, dass Irene alsbald prominenten und reichen Frauen wie Mrs. Vincent Kleider vorführt. Durch ihre bevorzugte Stellung irritiert, begegnen ihr die anderen Mädchen des Salons feindselig. Als Bob Vincent seine Mutter zu einer Modenschau begleitet, kann er sich Irenes Charme nicht entziehen und flirtet heftig mit ihr. 
Um die Kleider des Salons noch effektiver in Szene zu setzen und den Verkauf zu fördern, erreicht Smith für seine Models, dass sie eine Einladung zu einem Wohltätigkeitsball erhalten, der von der Firma Vincent Immobilien ausgerichtet wird. Da Irene mit dem Kleid, das sie dort vorführen soll, ein Missgeschick passiert, ersetzt sie es durch ein ganz außergewöhnliches blaues Kleid aus dem Besitz ihrer Großmutter und macht damit in ganz besonderem Maße auf sich aufmerksam. Als es dann auch noch zu einer Verwechslung kommt, da man Irene aufgrund ihres Nachnamens O’Dare einer irischen Adelsfamilie desselben Namens zuordnet, sieht Mr. Smith das als glücklichen Zufall an und will den Umstand der Verwechslung ausnutzen. Aus diesem Grund mietet er für Irene eine Wohnung in der Park Avenue an und versorgt die junge Frau mit entsprechender Kleidung und erlesenem Schmuck. Eins der Models, die Irene ihren Erfolg neiden, gibt dem Klatschkolumnisten „Biffy“ Webster einen Tipp, der sich daraufhin in abfälligen Andeutungen in seiner Kolumne darüber auslässt, wie Irene ihr Luxusleben finanziere. Gekränkt und voller Zorn will Irene daraufhin mit „Madame Lucy“ sprechen und muss erfahren, dass der Modesalon Don gehört. Wütend über die Eröffnung und sich verraten fühlend, willigt Irene daraufhin in Bobs Heiratsantrag ein. Am Vorabend der anstehenden Hochzeit, erkennt Bob jedoch, dass er nicht Irene liebt, sondern immer noch Eleanor Worth, mit der er vor Irene zusammen war. Und auch Irene gesteht sich ein, dass die in Wirklichkeit Don liebt. Nachdem sich die „richtigen“ Paare gefunden haben, steht ihrem Glück nichts mehr im Wege.  

## Produktion und Hintergrund
Die Dreharbeiten wurden im November 1939 aufgenommen; am 23. April 1940 hatte der Film dann Premiere in Portland in Oregon. Am 3. Mai 1940 lief er allgemein in den Kinos der USA an.
Während der Film in Schwarzweiß gedreht wurde, ist die Ballszene, in der Irene als Irene O’Dare vorgestellt wird und in einem blauen Ballkleid erscheint, farbig. Sie endet mit dem Abschluss des Balls und der Ankündigung „Das graue Licht des Morgens“. Das leuchtend rote Haar von Anna Neagle, das in den Schwarzweißszenen nicht zum Tragen kommt und mit dem Blau des Ballkleides kontrastiert, ließ das Publikum, als die Farbsequenz begann, spontan applaudieren.
Laut einer Meldung im Hollywood Reporter im Juni 1934 wurden die Rechte an James H. Montgomerys Bühnenstück für eine weitere Verfilmung bereits damals verhandelt, nachdem 1926 ein auf Montgomerys Musical-Komödie basierender Stummfilm  mit Colleen Moore unter Alfred E. Greens Regie erschienen war. Jeanette MacDonald nahm die Rolle 1936 in einer Radio-Lux-Theatre-Version auf.
Das musikalische Bühnenstück Irene hatte bereits am 18. November 1919 Premiere im New Yorker Vanderbilt Theatre und hielt den Rekord für die am längsten laufende Show in der Geschichte des Broadways mit insgesamt 670 Aufführungen. 17 Wanderbühnen des Landes hatten das Stück im Programm. 1973 spielte Debbie Reynolds die Rolle der Irene am Broadway, wo sie nach 605 Vorstellungen von Jane Powell abgelöst wurde, später aber noch einmal für fünf weitere Monate zurückkehrte.
Die in London geborene Schauspielerin Anna Neagle war der führende Filmstar in England in den 1930er- und 1940er-Jahren, was ihr auch mit Hilfe des Produzenten und Regisseurs Herbert Wilcox, den sie 1943 heiratete, gelang. Neagle wurde ab 1945 siebenmal hintereinander zur beliebtesten Schauspielerin Großbritanniens gewählt. Sie arbeitete in diversen Filmen, auch in mehreren Hollywood-Produktionen, mit ihrem Mann zusammen.

## Musik im Film
Das Orchester-Arrangement lag bei Anthony Collins und Gene Rose, als Komponisten und Texter traten Joseph McCarthy und Harry Tierney in Erscheinung. Der Film enthält einige Original-Broadway-Songs wie Castle of Dreams, Worthy of You, You’ve Got Me Out on a Limb, There’s Something in the Air und Alice Blue Gown.
- Castle of Dreams

gespielt und gesungen während der Eingangssequenz des Films, in einem Nachtclub und als Teil der Gesamtmusik
- You’ve Got Me Out on a Limb

gespielt im Autoradio, auf dem Wohltätigkeitsball und von Stuart Robertson und Anna Neagle gesungen und getanzt
- Alice Blue Gown

gespielt auf dem Wohltätigkeitsball, gesungen von Anna Neagle, gespielt während einer Show, gesungen von Martha Tilton, gesungen von The Dandridge Sisters während eines Sketches in einer Show, getanzt von Hattie Noel und den Radio City Rockettes während eines Sketches in einer Show
- Irene

gespielt und gesungen von einem Trio in einem Nachtclub
- Worthy of You
- Something in the Air
- Sweet Vermosa Brown

## Kritik
Bosley Crowther von der New York Times befand, dass Anna Neagle, die einstige „Vickie“ in ein paar steifen britischen Filmen, die Rolle der „Irene“ überraschend leicht umsetze, anmutig tanze, nicht schlecht singe und mit einem weichen irischen Akzent spreche. Angesichts dieses Films würde man kaum vermuten, dass sie erst im letzten Jahr die Märtyrer-Krankenschwester Edith Cavell gespielt habe, sondern schon immer leicht frivole Heldinnen. Einschränkend sprach Crowther bei einigen gemachten Scherzen im Film davon, dass sie einen schwachen Geruch nach Mottenkugeln hätten, was man auch dem Film insgesamt nicht ganz absprechen könne.
Variety sprach von einer vertrauten Geschichte, die aber altmodisch wirke und davon, dass Anna Neagle und Ray Milland es nicht schaffen würden, den Film vollständig zu tragen.

## Auszeichnungen
1941 wurde Anthony Collins in der Kategorie „Beste Filmmusik“ für einen Oscar nominiert, konnte sich jedoch gegenüber Alfred Newmans Filmmusik für das Drama mit Gesang Tin Pan Alley nicht durchsetzen. 